# Strictly Commercial
Strictly Commercial è un album compilation del musicista statunitense Frank Zappa. 

## Il disco
Si tratta della prima raccolta di pezzi di Zappa pubblicata postuma. Il disco, un atipico "greatest hits" contenente i suoi pezzi più commerciali e di maggior successo, venne infatti pubblicato nel 1995, due anni dopo la morte dell'artista e raggiunse la seconda posizione in Svezia e la settima in Norvegia.
La raccolta fu successivamente rielaborata e pubblicata con il titolo di ZAPPAtite.

## Tracce
Tutti i brani sono opera di Frank Zappa.

### Strictly Commercial

#### LP Vinile

##### Lato 1
1. Peaches en Regalia
2. Don't Eat the Yellow Snow (single version)
3. Dancin' Fool (12" disco mix)
  - Le edizioni americana ed europea del CD contengono il mixaggio della versione sull'album invece del 12" disco mix.
4. San Ber'dino
5. Let's Make The Water Turn Black

##### Lato 2
1. Dirty Love
2. My Guitar Wants to Kill Your Mama
3. Cosmik Debris
4. Trouble Every Day
5. Disco Boy

##### Lato 3
1. Bobby Brown Goes Down
2. I'm the Slime
3. Joe's Garage (single version)
4. Fine Girl
5. Planet of the Baritone Women
6. Sexual Harassment in the Workplace

##### Lato 4
1. Tell Me You Love Me
2. Montana (single version)
3. Valley Girl
4. Be in My Video
5. Muffin Man

#### Versione CD Europa
1. Peaches en Regalia – 3:37
2. Don't Eat the Yellow Snow (single version) – 3:34
3. Dancin' Fool – 3:43
4. San Ber'dino – 5:57
5. Dirty Love – 2:57
6. My Guitar Wants to Kill Your Mama – 3:31
7. Cosmik Debris – 4:14
8. Trouble Every Day – 5:49
9. Disco Boy – 5:08
10. Fine Girl – 3:29
11. Sexual Harassment In The Workplace - 3:42
12. Let's Make The Water Turn Black - 2:01
13. I'm the Slime – 3:34
14. Joe's Garage (single version) – 4:08
15. Bobby Brown Goes Down – 2:49
16. Montana (single version) – 4:47
17. Valley Girl – 4:50
18. Be in My Video – 3:39
19. Muffin Man – 5:32

#### Versione CD USA
1. Peaches en Regalia – 3:37
2. Don't Eat the Yellow Snow (single version) – 3:34
3. Dancin' Fool – 3:43
4. San Ber'dino – 5:57
5. Dirty Love – 2:57
6. My Guitar Wants to Kill Your Mama – 3:31
7. Cosmik Debris – 4:14
8. Trouble Every Day – 5:49
9. Disco Boy – 5:08
10. Fine Girl – 3:29
11. Sexual Harassment in the Workplace – 3:42
12. Let's Make the Water Turn Black – 2:01
13. I'm the Slime – 3:34
14. Joe's Garage (single version) – 4:08
15. Tell Me You Love Me – 2:33
16. Montana (single version) – 4:47
17. Valley Girl – 4:50
18. Be in My Video – 3:39
19. Muffin Man – 5:32

Nella versione europea, Tell Me You Love Me è stata sostituita con Bobby Brown Goes Down, perché la traccia era stata il più grande successo commerciale di Zappa in Europa, al contrario degli Stati Uniti, dove il brano fu pesantemente boicottato per il suo contenuto sessuale e mai trasmesso in radio. Un'altra versione della raccolta pubblicata in Australia e in Nuova Zelanda era identica a quella americana, ma includeva anche il brano Elvis Has Just Left the Building in un dischetto a parte.

#### Versione CD giapponese
1. Peaches en Regalia
2. Don't Eat the Yellow Snow (single version)
3. San Ber'dino
4. Dirty Love
5. My Guitar Wants to Kill Your Mama
6. Who Are the Brain Police?
  - Le edizioni americana ed europea del CD contengono Cosmik Debris al posto di questa traccia.
7. Trouble Every Day
8. Disco Boy
9. Fine Girl
10. Sexual Harassment in the Workplace
11. Let's Make The Water Turn Black
12. I'm the Slime
13. Joe's Garage (single version)
14. Tell Me You Love Me
15. Montana (single version)
16. Valley Girl
17. Be in My Video
18. Muffin Man
19. Dancin' Fool (12" disco mix)
  - Le edizioni americana ed europea del CD contengono il mixaggio della versione sull'album invece del 12" disco mix.

#### Ristampa giapponese su doppio CD

##### Disco 1
1. Peaches en Regalia
2. Don't Eat the Yellow Snow (single version)
3. Dancin' Fool (12" disco mix)
4. San Ber'dino
5. Let's Make The Water Turn Black
6. Dirty Love
7. My Guitar Wants to Kill Your Mama
8. Cosmik Debris
9. Trouble Every Day
10. Disco Boy

##### Disco 2
1. Bobby Brown Goes Down
2. I'm the Slime
3. Joe's Garage (single version)
4. Fine Girl
5. Planet Of The Baritone Women
6. Sexual Harassment in the Workplace
7. Tell Me You Love Me
8. Montana (single version)
9. Valley Girl
10. Be in My Video
11. Muffin Man

### The Best of Frank Zappa
1. Peaches en Regalia – 3:37
2. Don't Eat the Yellow Snow (single version) – 3:34
3. Dancin' Fool – 3:43
4. San Ber'dino – 5:57
5. Dirty Love – 2:57
6. My Guitar Wants to Kill Your Mama – 3:31
7. Cosmik Debris – 4:14
8. Disco Boy – 5:08
9. Fine Girl – 3:29
10. I'm the Slime – 3:34
11. Joe's Garage (single version) – 4:08
12. Bobby Brown Goes Down – 2:49
13. Montana (single version) – 4:48
14. Valley Girl (Frank Zappa, Moon Zappa) – 4:50
15. Muffin Man – 5:33

## Crediti
- Frank Zappa – composizione, produzione, voce, chitarra
- Tom Wilson – produzione
- Warren Cuccurullo – chitarra ritmica
- Dan Ouellette – note interne booklet
- Tom Fowler – basso
- Bruce Fowler – batteria
- Captain Beefheart – voce, sax soprano
- Terry Gilliam – note interne booklet
- Cal Schenkel – fotografie
- Ebet Roberts – fotografie
- Michael Hochanadel – fotografie
- Baron Wolman – fotografie
- Jean-Pierre Leloir – fotografie
- Joseph Sia – fotografie
- Ann Rhoney – fotografie
- Norman Seeff – fotografie
- Dr. Toby Mountain – mastering
- Joe Chiccarelli – mixing, recording
- Steven Jurgensmeyer – package design